# 斯特列尔卡 (列索西比尔斯克)
斯特列尔卡（羅馬化：Strelka）是俄罗斯克拉斯诺亚尔斯克边疆区的市级镇，属边疆区辖市列索西比尔斯克市，位于安加拉河汇入叶尼塞河处，地处克拉斯诺亚尔斯克边疆区南部，在列索西比尔斯克东南、边疆区首府克拉斯诺亚尔斯克北方。
该地2021年人口有4,594人；2010年人口5,040；2002年人口5,767；1989年人口7,167。